# Felix Baumgartner
Felix Baumgartner (Salzburg, 20 d'abril de 1969 - Porto Sant'Elpidio, 17 de juliol de 2025) fou un paracaigudista i un saltador BASE austríac. Era conegut per la particular perillositat de les maniobres que va realitzar durant la seva carrera. Baumgartner va passar algun temps a la milícia austríaca, on va practicar paracaigudisme, incloent entrenament per aterrar en zones petites.

## Biografia

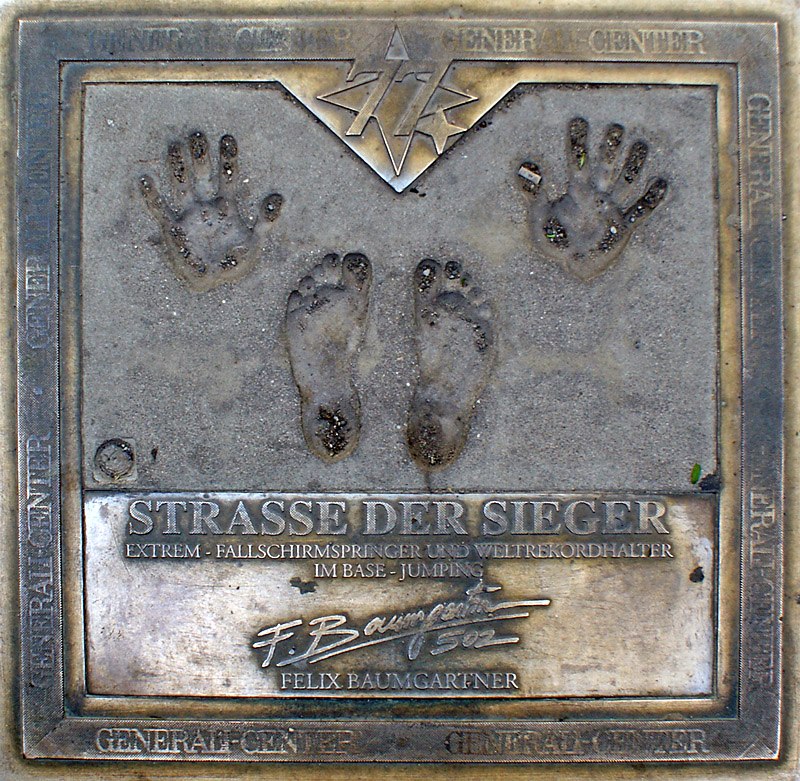
Homenatge a Baumgartner a Viena

Va néixer el 20 d'abril de 1969 a la ciutat austríaca de Salzburg. El 1999 va obtenir el rècord pel salt més alt des d'un edifici quan va saltar des de les Torres Petronas a Kuala Lumpur, Malàisia.
El 31 de juliol de 2003, Baumgartner es va convertir en la primera persona a creuar el Canal de la Mànega en caiguda lliure fent servir una ala de fibra dissenyada especialment. També té el rècord del salt en paracaigudes des d'un objecte fix més baix de tota la història, amb el seu salt des de la mà del  Crist Redemptor a Rio de Janeiro.
Va ser la primera persona a realitzar un salt BASE des del Viaducte de Millau a França el 27 de juny de 2004 i la primera persona que va fer paracaigudisme en ell i també va saltar l'edifici Turning Tors a Malmö, Suècia.
El 12 de desembre del 2007, es va convertir en la primera persona a saltar des de la plataforma d'observació del pis 91, el rècord era al pis 90 (390 metres aprox.) de l'edifici construït més alt del món en aquesta data, el Taipei 101 a Taipei, Taiwan.

### Red Bull Stratos
El gener del 2010, es va informar que Baumgartner estava treballant amb un equip de científics i amb la marca Red Bull per aconseguir el «més alt» salt en caiguda lliure mai realitzat des d'una càpsula suspesa d'un globus estratosfèric inflat amb heli, intentant convertir-se en el primer paracaigudista a trencar la barrera del so, la gesta estava programada per dur a terme el 2011. Joseph Kittinger, qui posseeix el rècord que Baumgartner pretén trencar, està assessorant Baumgartner durant la missió "Stratos", que espera obtenir dades científiques per a la pròxima generació de vestits de pressió. De qualsevol manera, el 12 d'octubre de 2010, Red Bull va anunciar que posaria en pausa el projecte després que Daniel Hogan presentés una demanda a la Cort Superior de Califòrnia, a Los Angeles, Califòrnia, durant el mes d'abril del mateix any, reclamant ser el creador de la idea del salt a la vora de l'espai el 2004, i que Red Bull hauria robat la seva idea. La demanda es va resoldre fora de la cort al juny del 2011 reportar que el projecte, hauria estat reprès.
El 15 de març de 2012, es va completar el primer de dos salts de prova de 21.817,8888 metres. Durant el salt es va ocupar aproximadament 3 minuts i 43 segons en caiguda lliure, aconseguint velocitats de més de 579,36384 km/h., abans d'obrir el paracaigudes. En total, el salt va durar aproximadament vuit minuts i vuit segons, i va convertir-se així en la tercera persona en saltar en paracaigudes des de 21,726144 km. sense cap dany.
Felix Baumgartner, també volia superar el rècord mundial de salt, que està marcat en 31,3 km. d'altura. Joe Kittinger, un militar estatunidenc, és qui l'ostenta des de l'any 1960. El 25 de juliol de 2012, Baumgartner va completar el segon dels dos salts de prova previstos, a 29.460 m. d'altura. La càpsula, elevada per un globus d'heli, va trigar 90 minuts a arribar a l'altitud prevista i la seva caiguda lliure es calcula que va durar tres minuts i 48 segons, abans que els seus paracaigudes es despleguessin, la velocitat assolida va ser de 862 quilòmetres per hora.
El dia 14 d'octubre de 2012, Baumgartner, va enlairar a les 15:25 MDT des Roswell, NM per ascendir fins a l'altura desitjada de 36.600 m. Finalment va acabar saltant des de més de 39 km d'altura i va arribar a viatjar a una velocitat de 1166 km/h. Va estar en caiguda lliure durant 4 minuts i 19 segons.
D'aquesta manera, Felix Baumgartner va ser el primer home que sense ajuda de cap motor va aconseguir superar la velocitat del so.
El 17 de juliol de 2025 va morir a Itàlia mentre practicava parapent.